# Eozynofilowe zapalenie przełyku

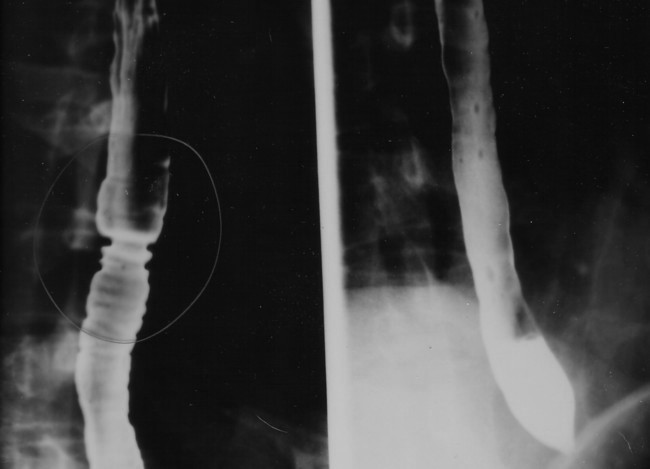
Zdjęcie kontrastowe przełyku u pacjenta z EE

Eozynofilowe zapalenie przełyku (EE lub EoE, z ang. eosinophilic esophagitis) – przewlekła choroba zapalna przełyku, charakteryzująca się występowaniem izolowanych nacieków eozynofilowych w obrębie nabłonka przełyku oraz zmian makroskopowych (błon, pierścieni) wywołujących zwężenie światła przełyku i objawy kliniczne choroby". 
Zdrowy przełyk nie zawiera eozynofili, a ich obecność wskazuje na stan chorobowy. Początkowo EE uważano za jeden z objawów choroby refluksowej, obecnie jest uznawane za oddzielną jednostkę chorobową.  
Patogeneza choroby nie jest dobrze poznana, wiadomo jednak, że jest to przewlekły proces immunologiczny lub powodowany przez antygeny bądź przez różne inne czynniki.